# 蔣應期
蔣應期（？—？），字汝昌，廣西桂林府全州人，軍籍，明朝政治人物。

## 生平
廣西鄉試第四十六名舉人。嘉靖三十二年（1553年）中式癸丑科三甲第十四名進士。

## 家族
曾祖蔣子仁；祖父蔣永綱；父蔣世科，典史。母王氏。